# Longuenoë
Longuenoë è un comune francese di 122 abitanti situato nel dipartimento dell'Orne nella regione della Normandia.

## Società

### Evoluzione demografica
Abitanti censiti